# Studenten Overleg Medezeggenschap
Het Studenten Overleg Medezeggenschap (ook wel SOM genoemd) is een stichting die medezeggenschap bevordert in het hbo. SOM doet dit door een maandelijkse bijeenkomst te organiseren, werkgroepavonden te faciliteren, medezeggenschap op locatie te stimuleren en trainingen te organiseren. Het SOM voorziet medezeggenschappers van hogescholen ook van advies en ondersteuning op zowel juridisch als tactisch vlak.
Het SOM is de tegenhanger van het LOF (Landelijk Overleg van Fracties), dat medezeggenschap bevordert in het WO. Samen organiseren zij jaarlijks een inwerkweekend (het SOM en LOF Inwerkweekend), de Mega Medezeggenschaps Manifestatie (MMM), de Doorgewinterde Medezeggenschapsdag (DMD) en How to win the elections!. Wegens de omstandigheden van het coronavirus werden het SOM en LOF gedwongen om het inwerkweekend omgebouwd naar de online Inwerkweken, waar deelnemers gebruik maken van een eigen online platform.
Het SOM wordt bestuurd door 1 fulltime of meerdere parttime bestuurders. Naast de eerder genoemde activiteiten werken zij samen met de LSVb op landelijke thema's die te maken hebben met de hbo medezeggenschap.
Maandelijks zorgt SOM ervoor dat de studenten uit de medezeggenschapsraden van alle Nederlandse hbo-instellingen overleg kunnen plegen om op de hoogte te blijven van de gang van zaken van medezeggenschap in andere hbo-instellingen. 

## SOM, LOF en LSVb
Het SOM werkt samen met het LOF (Landelijk Overleg van Fracties) en de Landelijke Studentenvakbond. De drie organisaties zijn gevestigd in hetzelfde gebouw.